# Черкаська загальноосвітня школа № 2
Черкаська загальноосвітня школа І-ІІІ ступенів № 2 — загальноосвітній заклад міста Черкаси.

## Історія
Школа була збудована 1970 року і вже 1972 року у ній відбувся перший випуск.

## Структура
Зараз у школі працює 40 педагогів, з них 10 мають вищу категорію, 14 — першу категорію, 6 — другу категорію, 3 вчителі мають педагогічне звання «старший учитель» та 1 учитель — «учитель-методист».

## Випускники
Відомими випускниками школи є:
- Дехтярьов Олександр Миколайович — заступник командуючого Балтійським флотом
- Нос Віктор Олександрович — професор, доктор математичних наук, декан Санкт-Петербурзького університету
- Туренко Андрій Миколайович (1976—2022) — молодший сержант Збройних сил України, учасник російсько-української війни.
- Шишков Ігор Сергійович — головний тренер збірної Росії з хокею на траві
- Чередніченко Михайло Петрович — заслужений лікар України